# 平行轉向
平行轉向，是中階的滑雪轉向技巧，亦是初學者在掌握好犁式轉向後必學的技巧，於1930年由奧地利滑雪選手托尼·西洛斯發明。滑雪板在轉向時大致會保持平行，所產生的磨擦比犁式轉向少，但是滑雪板依然會打滑，保持速度的效率會好一點，亦能減少滑雪者所消耗的體力。平行轉向至今仍然是最為普及的轉向技巧，至滑雪板的設計於1990年代初有所躍進，進階的滑雪者開始使用更加的省力的割雪轉向。